# 미교
미교(1992년 3월 26일 ~)는 대한민국의 가수이다. 단발머리 활동 시절에는 다혜라는 예명을 썼다. 2018년에 솔로로 데뷔했다.

## 방송
- 막 지르는 소녀들 (2017)
- 더 팬 (2018) - Top12
- 언더커버 (2025) - Top60

## 수상
- 2020 한국브랜드만족지수 인물문화가수부문 1위

## 경력
- 2020 사랑의 장기기증 운동본부 홍보대사
- 2020 CARE 홍보대사